# Collegio elettorale di Piacenza I (Regno di Sardegna)
Il collegio elettorale di Piacenza I è stato un collegio elettorale uninominale del Regno di Sardegna. È uno degli otto collegi elettorali della provincia di Piacenza creati dopo la temporanea caduta del ducato di Parma. Fu istituito con decreto del luogotenente generale Eugenio di Savoia-Carignano del 29 maggio 1848.
Il decreto luogotenenziale affidò all'amministrazione locale di Piacenza e al sindaco di Pontenure l'incombenza di suddividere il territorio in modo che il collegio e quello parallelo di Piacenza II avessero "una popolazione quasi uguale".
Dopo la prima guerra d'indipendenza il territorio ritornò a far parte del ducato di Parma e Piacenza. Dopo la seconda guerra d'indipendenza il collegio fu unito a quello di Piacenza II e assieme costituirono il collegio Piacenza.

## Dati elettorali
Nel collegio si svolsero votazioni per le prime due legislature, poi gli austriaci occuparono di nuovo le provincie di Parma e Piacenza.

### I legislatura
Le votazioni si svolsero in 222 collegi uninominali a doppio turno. Come previsto dal decreto n. 680 del 17 marzo 1848, era eletto al primo turno il candidato che «riunisce in suo favore più del terzo dei voti del total numero dei membri componenti il collegio e più della metà dei suffragi dati dai votanti presenti all'adunanza» (art. 92). Se nessun candidato era eletto, al ballottaggio tra i due candidati con più voti era eletto chi otteneva il maggior numero di voti (art. 93) o, in caso di ugual numero di voti, il maggiore d'età (art. 94).
| Partito                            | Partito                            | Candidato                          | Risultati 20 giugno 1848 | Risultati 20 giugno 1848 |
| Partito                            | Partito                            | Candidato                          | Voti                     | %                        |
| ---------------------------------- | ---------------------------------- | ---------------------------------- | ------------------------ | ------------------------ |
|                                    | —                                  | Pietro Gioja                       | 200                      | 86,21                    |
|                                    | —                                  | Francesco Freschi                  | 32                       | 13,79                    |
|                                    |                                    |                                    |                          |                          |
| Iscritti                           | Iscritti                           | Iscritti                           | 541                      | 100,00                   |
| ↳ Votanti (% su iscritti)          | ↳ Votanti (% su iscritti)          | ↳ Votanti (% su iscritti)          | 350                      | 64,70                    |
| ↳ Voti validi (% su votanti)       | ↳ Voti validi (% su votanti)       | ↳ Voti validi (% su votanti)       | 232                      | 66,29                    |
| ↳ Schede non valide (% su votanti) | ↳ Schede non valide (% su votanti) | ↳ Schede non valide (% su votanti) | 118                      | 33,71                    |
| ↳ Astenuti (% su iscritti)         | ↳ Astenuti (% su iscritti)         | ↳ Astenuti (% su iscritti)         | 191                      | 35,30                    |

Il 27 luglio 1848 l'onorevole Gioja fu nominato ministro di grazia e giustizia e di conseguenza decadde dalla carica di deputato. Il collegio fu riconvocato
Il collegio era stato convocato per il 30 settembre 1848 con Regio Decreto del 7 luglio, ma in seguito a ritardi nella spedizione di esso Decreto, la convocazione del collegio, con altro Decreto 30 settembre stesso anno, venne rinviata al 10 ottobre. Con lo stesso decreto il collegio veniva convocato nel comune di S. Antonio, essendo Piacenza occupata dagli austriaci.
| Partito                            | Partito                            | Candidato                          | Primo turno 10 ottobre 1848 | Primo turno 10 ottobre 1848 | Ballottaggio 11 ottobre 1848 | Ballottaggio 11 ottobre 1848 |
| Partito                            | Partito                            | Candidato                          | Voti                        | %                           | Voti                         | %                            |
| ---------------------------------- | ---------------------------------- | ---------------------------------- | --------------------------- | --------------------------- | ---------------------------- | ---------------------------- |
|                                    | —                                  | Pietro Gioja                       | 82                          | 82,83                       | 83                           | 82,18                        |
|                                    | —                                  | Angelo Genocchi                    | 17                          | 17,17                       | 18                           | 17,82                        |
|                                    |                                    |                                    |                             |                             |                              |                              |
| Iscritti                           | Iscritti                           | Iscritti                           | 541                         | 100,00                      | 541                          | 100,00                       |
| ↳ Votanti (% su iscritti)          | ↳ Votanti (% su iscritti)          | ↳ Votanti (% su iscritti)          | 133                         | 24,58                       | 101                          | 18,67                        |
| ↳ Voti validi (% su votanti)       | ↳ Voti validi (% su votanti)       | ↳ Voti validi (% su votanti)       | 99                          | 74,44                       | 101                          | 100,00                       |
| ↳ Schede non valide (% su votanti) | ↳ Schede non valide (% su votanti) | ↳ Schede non valide (% su votanti) | 34                          | 25,56                       | 0                            | 0,00                         |
| ↳ Astenuti (% su iscritti)         | ↳ Astenuti (% su iscritti)         | ↳ Astenuti (% su iscritti)         | 408                         | 75,42                       | 440                          | 81,33                        |

### II legislatura
Le votazioni si svolsero in 222 collegi uninominali a doppio turno con la stessa normativa precedente (al primo turno un numero di voti maggiore di un terzo degli iscritti).
| Partito                            | Partito                            | Candidato                          | Primo turno 22 gennaio 1849 | Primo turno 22 gennaio 1849 | Ballottaggio 23 gennaio 1849 | Ballottaggio 23 gennaio 1849 |
| Partito                            | Partito                            | Candidato                          | Voti                        | %                           | Voti                         | %                            |
| ---------------------------------- | ---------------------------------- | ---------------------------------- | --------------------------- | --------------------------- | ---------------------------- | ---------------------------- |
|                                    | —                                  | Pietro Gioja                       | 133                         | 67,51                       | 152                          | 70,05                        |
|                                    | —                                  | Angelo Genocchi                    | 64                          | 32,49                       | 65                           | 29,95                        |
|                                    |                                    |                                    |                             |                             |                              |                              |
| Iscritti                           | Iscritti                           | Iscritti                           | 541                         | 100,00                      | 541                          | 100,00                       |
| ↳ Votanti (% su iscritti)          | ↳ Votanti (% su iscritti)          | ↳ Votanti (% su iscritti)          | 216                         | 39,93                       | 217                          | 40,11                        |
| ↳ Voti validi (% su votanti)       | ↳ Voti validi (% su votanti)       | ↳ Voti validi (% su votanti)       | 197                         | 91,20                       | 217                          | 100,00                       |
| ↳ Schede non valide (% su votanti) | ↳ Schede non valide (% su votanti) | ↳ Schede non valide (% su votanti) | 19                          | 8,80                        | 0                            | 0,00                         |
| ↳ Astenuti (% su iscritti)         | ↳ Astenuti (% su iscritti)         | ↳ Astenuti (% su iscritti)         | 325                         | 60,07                       | 324                          | 59,89                        |

L'elezione fu annullata l'8 febbraio 1849 per incompatibilità d'impiego.
Il territorio fu occupato dall'esercito austriaco e non ci furono altre elezioni.